# Jacques Rancière
Jacques Rancière (Argel, 10 de junio de 1940) es un filósofo, profesor de política y de estética francés.
Emérito de la Universidad de París VIII y European Graduate School.

## Trayectoria
Jacques Rancière se inició con libros sobre el mundo obrero: La Parole ouvrière, La Nuit des prolétaires o Le Philosophe et ses pauvres. Como discípulo de Louis Althusser, participó además, junto a  Étienne Balibar, Roger Establet y otros, en la escritura del trabajo colectivo Para leer El capital (1965). Durante el Mayo Francés, sus diferencias ideológicas lo separaron de Althusser.
En su labor posterior, continuó reflexionando sobre la ideología, la lucha de clases y la igualdad. En ese territorio destaca El maestro ignorante. Cinco lecciones para la emancipación intelectual de 1987, donde describe el método revolucionario que el pedagogo Joseph Jacotot puso en acción tras la Revolución francesa: suponía un proceso educativo donde no sólo se persigue la igualdad, sino que se parte de ella, estableciendo lazos horizontales entre docentes y estudiantes.
Luego, ha escrito extensamente sobre temas estéticos generales, como en Malaise dans l'esthétique, L'espace des mots:  De Mallarmé à Broodthaers, o Aisthesis. Scènes du régime de esthétique de l'art. 
Además se ha ocupado especialmente de ciertos tipos singulares de cine en dos recopilaciones: La Fable cinématographique (con apartados sobre Lang, N. Ray, Godard o A. Mann), Les écarts du cinéma (con apartados sobre Bresson, Hitchcock, Minnelli o Straub-Huillet), y en la reciente monografía sobre el importante cineasta húngaro Béla Tarr.

## Obra
- 1976, La Parole ouvrière, con Alain Faure.
- 1997, La Nuit des prolétaires: Archives du rêve ouvrier, Fayard 1981, Hachette Pluriel (Poche)
- 1983, Le Philosophe et ses pauvres, Fayard.
- 1985, Louis-Gabriel Gauny: le philosophe plébéien, Presses Universitaires de Vincennes
- 1987, El maestro ignorante: Cinq leçons sur l'émancipation intellectuelle, Fayard. 10/18 Poche 2004
- 1990, Courts Voyages au Pays du peuple, Le Seuil
- 1992, Les Noms de l'histoires: Essai de poétique du savoir, Le Seuil
- 1996, Mallarmé, la Politique de la Sirène, Hachette,
- 1990, Aux Bords du politique, Osiris; La Fabrique 1998; Folio, 2003
- 1995, La Mésentente, Galilée,
- 1997, Arrêt sur histoire, Jean-Louis Comolli, Centre Georges-Pompidou
- 1998, La Chair des mots: Politique de l'écriture, Galilée
- 1998, La Parole muette: Essai sur les contradictions de la littérature, Hachette
- 2001, La Fable cinématographique, Le Seuil,
- 2000, Le Partage du sensible, La Fabrique
- 2001, L'Inconscient esthétique, La Fabrique
- 2003, Le Destin des images, La Fabrique
- 2003, Les Scènes du Peuple, Horlieu, (art. aparecidos en Les Révoltes logiques)
- 2004, Malaise dans l'esthétique, Galilée
- 2005, L'espace des mots: De Mallarmé à Broodthaers, Musée des Beaux Arts de Nantes
- 2005, La Haine de la Démocratie, La Fabrique
- 2005, Chronique des temps consensuels, Le Seuil
- 2005, Rancière. Actes du colloque de Cerisy, Horlieu
- 2007, Politique de la littérature, Galilée
- 2008, Le spectateur émancipé, La Fabrique
- 2009,  Et tant pis pour les gens fatigués, ed. Ámsterdam, gran tomo de entrevistas
- 2011, Les écarts du cinéma, La Fabrique
- 2011,  Béla Tarr. Le temps d'après, Capricci, sobre el cineasta húngaro.
- 2011, Aisthesis. Scènes du régime de esthétique de l'art, Galilée.
- 2014, Le fil perdu. Essais sur la fiction moderne, La Fabrique.
- 2017, Modern Times - Essays on Temporality in Arts and Politics. Multimedijalni institut.

## Obra en español

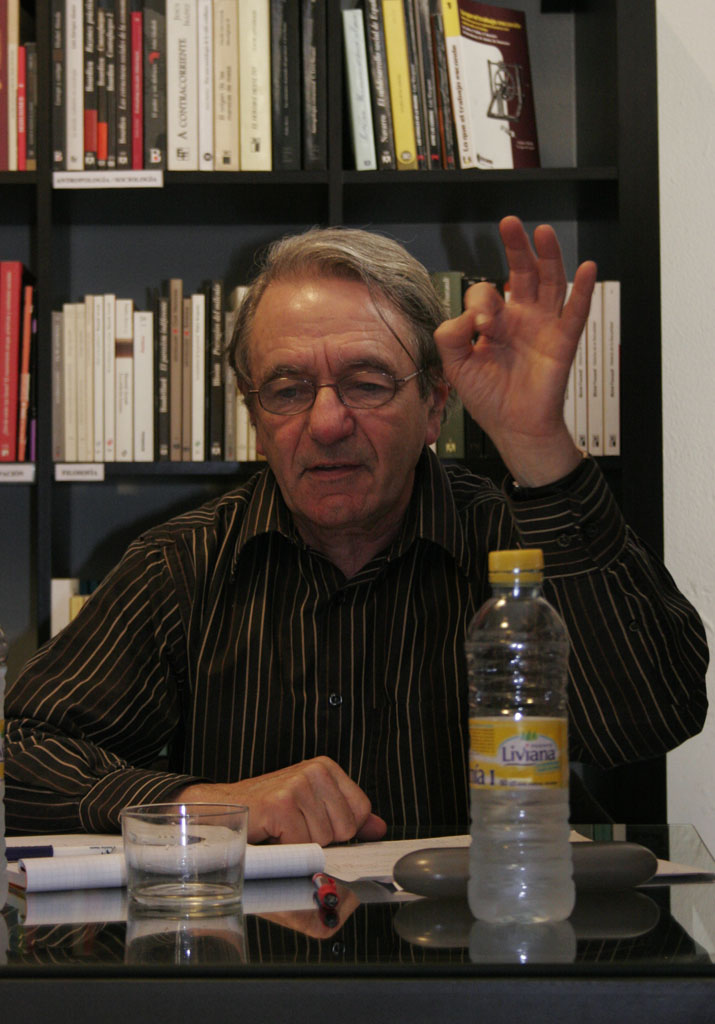
Rancière en la Universidad Internacional de Andalucía, 2006

- Rancière, J. (1996) El desacuerdo. Política y filosofía. Buenos Aires: Nueva Visión.
- Rancière, J. (2005) La fábula cinematográfica. Reflexiones sobre la ficción en el cine. Barcelona: Paidós. ISBN 978-844-931-680-7
- Rancière, J. (2005) Sobre políticas estéticas. Barcelona: Museo de Arte Contemporáneo. ISBN 978-848-977-112-3
- Rancière, J. (2005) El inconsciente estético. Buenos Aires: Del estante. ISBN 978-987-219-540-3
- Rancière, J. (2006) El odio a la democracia. Buenos Aires: Amorrortu. ISBN 978-846-109-011-2
- Rancière, J. (2006) Política, policía, democracia. Santiago de Chile: Arcis - Lom. ISBN 978-956-282-876-5
- Rancière, J. (2006) El viraje ético de la estética y la política. Santiago de Chile: Palinodia. ISBN 978-956-843-802-9
- Rancière, J. (2007) El maestro ignorante. Cinco lecciones para la emancipación intelectual. Buenos Aires: Libros del Zorzal. ISBN 978-987-599-054-8
- Rancière, J. (2009) El reparto de lo sensible. Estética y política. Santiago de Chile: Arcis - Lom. ISBN 978-956-000-067-5
- Rancière, J. (2009) La palabra muda. Ensayo sobre las contradicciones de la literatura. Buenos Aires: Eterna Cadencia. ISBN 978-987-251-406-8
- Rancière, J. (2010) La noche de los proletarios. Buenos Aires: Tinta Limón. ISBN 978-987-23140-8-8 - en 2012-10-23-.
- Rancière, J. (2010) El espectador emancipado. Castellón: Ellago ediciones. (rev. de Javier Bassas Vila) ISBN 978-84-96720-92-3
- Rancière, J. (et alii, 2010) Democracia en suspenso. Madrid: Casus belli. ISBN 978-84-937828-2-5
- Rancière, J. (2011) El tiempo de la igualdad. Diálogos sobre política y estética. Barcelona: Herder (edición de Javier Bassas Vila). ISBN 978-84-254-2764-0
- Rancière, J. (2011) Momentos políticos. Madrid: Clave Intelectual. ISBN 978-84-939047-4-6
- Rancière, J. (2012) Las distancias del cine. Castellón: Ellago ediciones (trad. y epílogo de Javier Bassas Vila). ISBN 978-84-92965-24-3
- Rancière, J. (2012) Las distancias del cine. Buenos Aires: Manantial. ISBN 978-987-500-157-2
- Rancière, J. (2013) Bela Tarr, el tiempo del después Editorial: Asociación Shangrila Textos Aparte . ISBN 9788493936648
- Rancière, J. (2013) Aisthesis: escenas del régimen estético del arte Buenos Aires: Bordes Manantial. ISBN 978-987-500-169-5
- Rancière, J. (2013) La lección de Althusser. Santiago: LOM Ediciones. ISBN 978-956-00-0483-3
- Rancière, J. (2015) Mallarmé. La política de la sirena Santiago: Lom Ediciones. ISBN 978-956-00-0597-7
- Rancière, J. (2015) El hilo perdido. Ensayos sobre la ficción moderna. Madrid: Casus belli eds. (trad. de Javier Bassas Vila)  ISBN 978-84-942680-2-1
- Rancière, J. (2015) "El hilo perdido. Ensayos sobre la ficción moderna" Buenos Aires: Ediciones Manantial. ISBN 9789875002081
- Rancière, J. (2018) "¿En qué tiempo vivimos? Conversación con Eric Hazan" Madrid: Casus belli eds. (trad. de Javier Bassas Vila) ISBN 978-84-947072-5-4
- Rancière, J. (2019) "El litigio de las palabras. Diálogo sobre la política del lenguaje", con Javier Bassas Vila. Barcelona: NED ediciones (en francés: "Les Mots et les torts" París: La Fabrique, 2021). ISBN 978-84-16737-78-9
- Rancière, J. (2022) "El trabajo de las imágenes. Conversaciones con Andrea Soto Calderón" Madrid: Casus Belli eds. (trad. de Javier Bassas Vila) ISBN 978-84-122050-3-9
- Rancière, J. (2023) "Los treinta ingloriosos. Escenas políticas 1991-2021". Pamplona: Katakrak Liburuak. ISBN 978-84-16946-81-5